# Lotniskowce typu Lexington

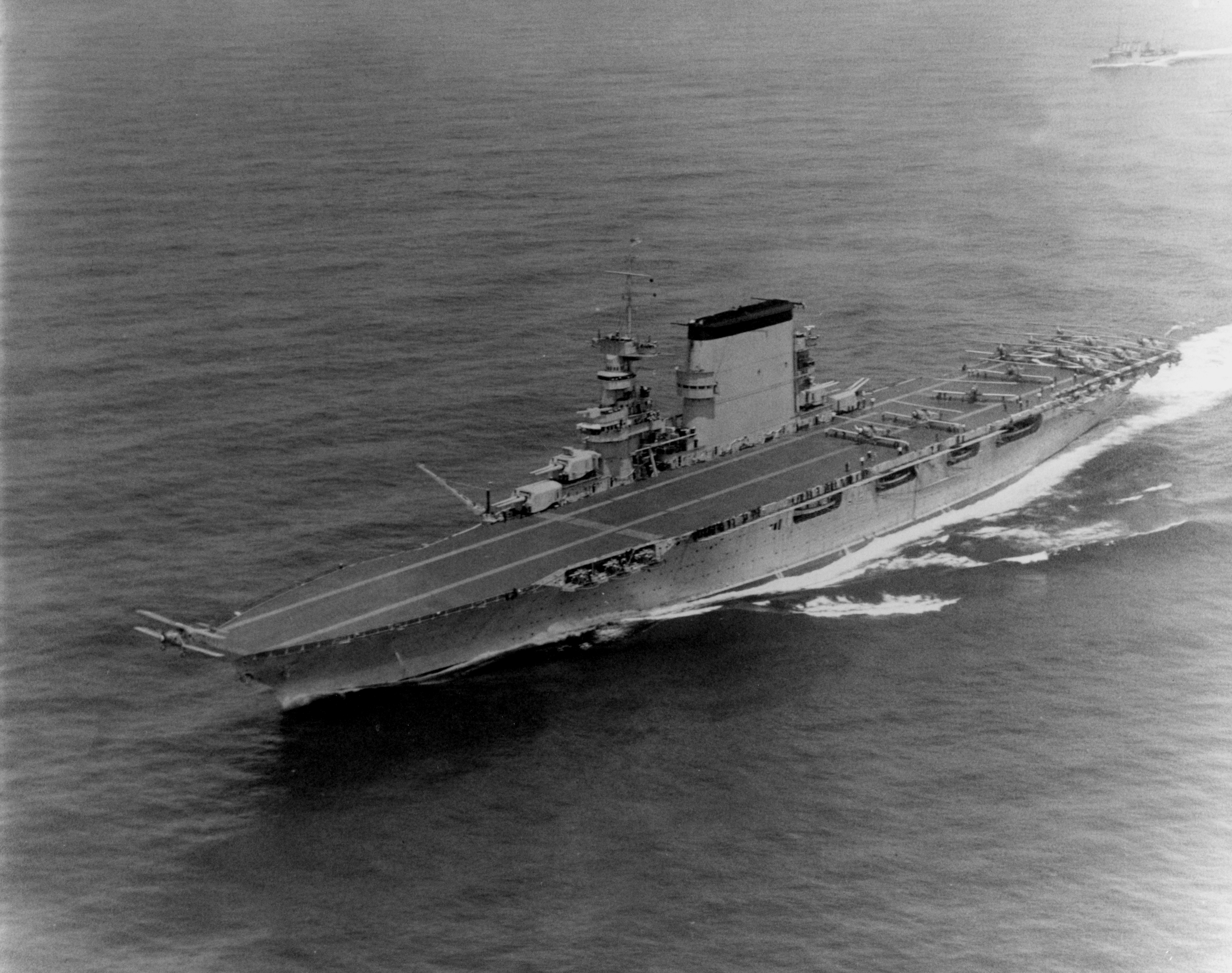
USS „Lexington” (CV-2) przed II wojną światową

Lotniskowce typu Lexington – typ amerykańskich lotniskowców z okresu II wojny światowej, zbudowanych na bazie kadłubów krążowników liniowych typu Lexington w latach 20. Wprowadzono do służby 2 okręty tego typu: „Lexington” (CV-2) i „Saratoga” (CV-3). Były to pierwsze duże lotniskowce US Navy.

## Konstrukcja
Okręty te były oryginalnie budowane jako krążowniki liniowe typu Lexington, jednakże z uwagi na fakt że Traktat Waszyngtoński z roku 1922 uniemożliwiał ich ukończenie, a jednocześnie zezwalał Stanom Zjednoczonym na przebudowę, dwa z nich przerobiono na bardzo duże lotniskowce. Duży hangar o długości 134 metrów i szerokości ponad 20 metrów, został zbudowany na szczycie oryginalnego kadłuba, od góry zaś zwieńczony był pełnowymiarowym pokładem startowym.
Okręty te miały napęd turboelektryczny: ich turbiny parowe napędzały generatory, które wytwarzały prąd, a ten był następnie kierowany do silników elektrycznych, które napędzały śruby okrętów.